# 华兰镇
华兰乡，是中华人民共和国广西壮族自治区防城港市上思县下辖的一个乡镇级行政单位。

## 行政区划
华兰乡下辖以下地区：
华兰村、俊仁村、那岩村、德安村、华城村和叫宝村。